# Gare de Santes
La gare de Santes est une gare ferroviaire française de la ligne de Fives à Abbeville, située sur le territoire de la commune de Santes dans le département du Nord, en région Hauts-de-France. 
C'est une gare de la Société nationale des chemins de fer français (SNCF), desservie par des trains TER Hauts-de-France.

## Situation ferroviaire
Établie à 21 m d'altitude, la gare de Santes est située au point kilométrique (PK) 13,218 de la ligne de Fives à Abbeville, entre les gares d'Haubourdin et de Wavrin.

## Service des voyageurs

### Accueil
Gare SNCF, elle dispose d'un bâtiment voyageurs, avec guichet, ouvert les mardis et jeudis. Elle est équipée d'un automate pour l'achat de titres de transport.
La traversée des voies et le passage d'un quai à l'autre s'effectuent par le passage à niveau routier.

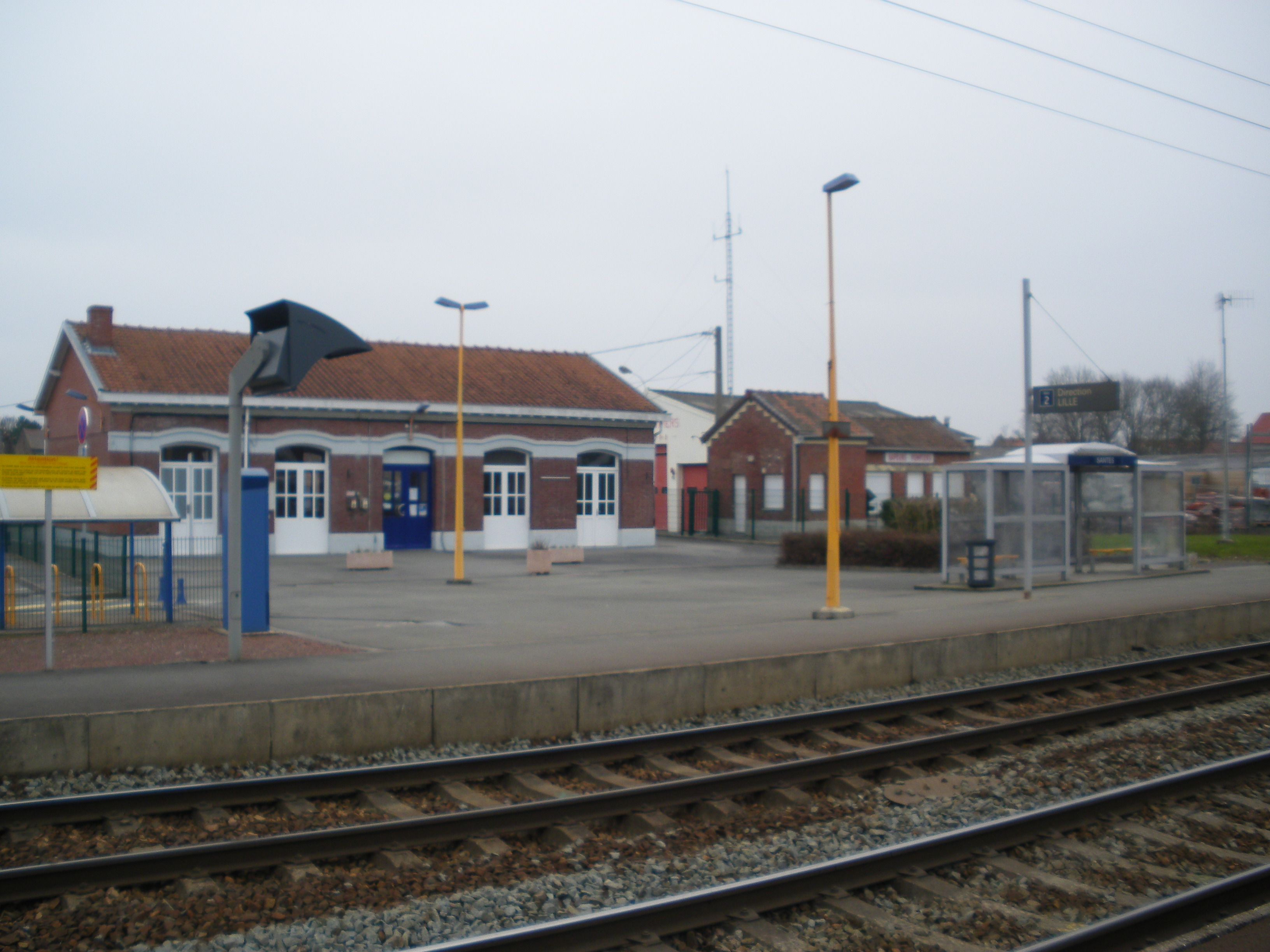
Intérieur de la gare.

### Desserte
Santes est desservie par des trains régionaux TER Hauts-de-France sur les relations:
| Type | Réseau          | Ligne | Destination               |
| ---- | --------------- | ----- | ------------------------- |
| TER  | Hauts de France | C50   | Lille Flandres <> Béthune |
| TER  | Hauts de France | C51   | Lille Flandres <> Lens    |

### Intermodalité

#### Bus
La gare est desservie par la ligne 58 du réseau Ilévia.

#### Vélos
Des arceaux à vélos non surveillés sont disponibles à la gare

## Patrimoine ferroviaire
Seule subsiste l'aile basse du bâtiment voyageurs type Reconstruction, édifié en remplacement du bâtiment d'origine, détruit durant la Première Guerre mondiale.
Ce bâtiment, de cinq travées présente une façade en briques rouges avec une toiture à deux versants. Le corps de logis, démoli, possédait un étage supplémentaire. La frise de briques blanches et rouges a été recouverte d’enduit.